# Родченков Григорій Михайлович
Григóрій Михáйлович Рóдченков (рос. Григóрий Михáйлович Рóдченков; * 24 жовтня 1958, Москва, Російська РФСР) — радянський і російський хімік-аналітик, фахівець з аналізу біологічних зразків і виявлення допінгу, кандидат хімічних наук. Директор російського «антидопінгового центру» з 2006 року по 2015 рік, член медичного комітету Міжнародної федерації лижних видів спорту (FIS), інформатор Всесвітнього антидопінгового агентства (ВАДА) у розслідуванні зловживань із застосуванням допінгу у російському спорті, здійснених з 2014 року в Росії на державному рівні. Майстер спорту з легкої атлетики.
З січня 2016 року перебуває в США.

## Біографія
Народився в родині лікаря — мати працювала в Кремлівській лікарні. Відмінно закінчив школу, займався легкою атлетикою, став чемпіоном Москви у бігу на 5000 метрів. У 1982 році закінчив хімічний факультет МДУ за фахом «хімічна кінетика і каталіз». Під час навчання входив до складу збірної МДУ, виконав норматив майстра спорту з легкої атлетики
З 1985 по 1994 рік працював в Московському антидопінговому центрі і, як співробітник — на Іграх доброї волі в Москві в 1986 році. Тоді, за власним свідченням, виявив метаболіти станозололу в пробах окремих спортсменів, однак спортивні та партійні керівники СРСР не наважилися «затьмарювати свято».
У 1988 році був у складі радянської делегації на Олімпіаді в Сеулі. У 1990 році захистив кандидатську дисертацію.
З 1994 року працював в компанії «Інтерлаб», російському дистриб'юторі компанії Hewlett-Packard, яка була найбільшим виробником аналітичного обладнання. Після російської економічної кризи 1998 протягом року працював в антидопінговому центрі в Калгарі (Канада), потім повернувся в Росію і працював в компаніях нафтохімічного профілю: ЗАТ «Юнілаб», ЗАТ «МХК Лаверна-Хімснаб», ЗАТ «АПГ Сервіс» та інших.
У 2005 році призначений виконувачем обов'язки директора російського «Антидопінгового центру», з 6 липня 2006 — директор.
У листопаді 2015 року незалежною комісією ВАДА був звинувачений в умисному знищенні в вересні 2015 року понад тисячі проб з метою приховування застосування допінгу російськими спортсменами, причетності до схеми вимагання грошей у спортсменів за приховування позитивних проб. Також звинувачений у порушенні принципу незалежності московської антидопінгової лабораторії, яка виявилася залежною від РУСАДА і російського Міністерства спорту, а російські органи державної безпеки прямо втручалися в її роботу.
В результаті скандалу Родченков подав у відставку, яка була прийнята 11 листопада 2015. Побоюючись за свою безпеку у Росії, в січні 2016 виїхав до США. Незабаром після від'їзду Родченкова раптово померли двоє представників керівництва РУСАДА: В'ячеслав Синьов (3 лютого 2016 року) і Микита Камаєв (15 лютого 2016 року). Заявляв, що напередодні від'їзду отримував попередження про загрозу життю.
Стверджує, що рішення про масштабне застосування допінгу в російському спорті прийняте з відома президента Росії Володимира Путіна.
Є учасником Федеральної програми США щодо захисту свідків.